# クルンタ
クルンタ（Kurunta, 紀元前13世紀後半）は、ヒッタイトの王族あるいは大王。ムワタリ2世の息子。王位を追われたムルシリ3世の弟であり、王位を従兄弟のトゥドハリヤ4世と争った。

## 事績

### タルフンタッシャ王

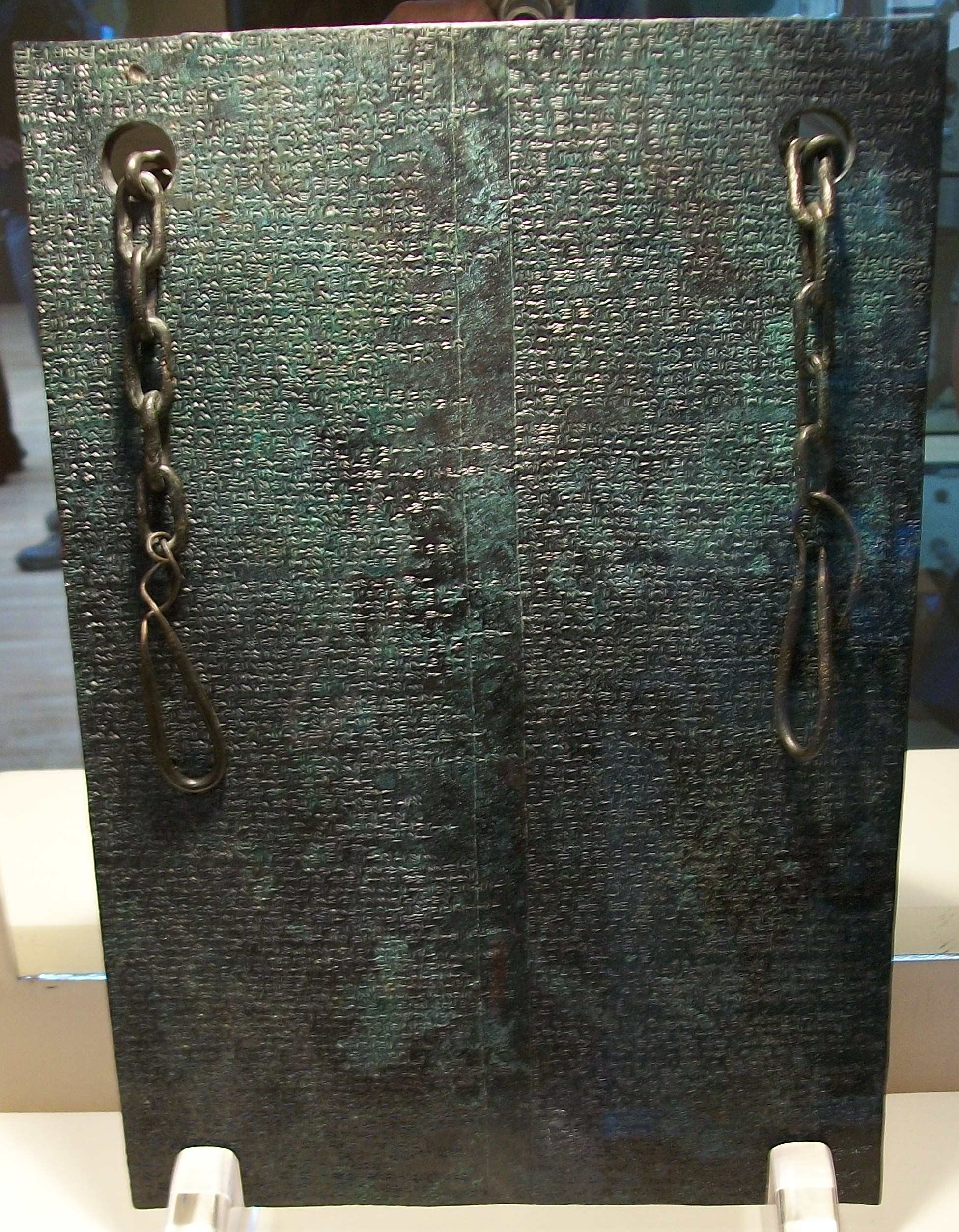
トゥドハリヤ4世とクルンタの間の条約を記した青銅板

クルンタはヒッタイトの大王ムワタリ2世の息子である。「クルンタ」とはルウィ語の精霊の名であり、割合ありふれた人名であるが、彼は別に「ウルミ・テシュプ」というフルリ語名ももっていたとされる。父を継いで大王となった兄ムルシリ3世はその叔父ハットゥシリ3世に王位を追われて国外に亡命したが、クルンタは国に留まった。彼は幼時にハットゥシリに預けられて養育されたといわれる。クルンタはハットゥシリにより帝国南部にあるタルフンタッシャの副王に封じられ、またその妃はハットゥシリの王妃プドゥヘパが選ぶとされた。これはクルンタや親ムルシリ勢力懐柔のためであると思われる。
しかしクルンタに正当な王位継承権があることに違いはなく、ハットゥシリの跡を継いだその息子トゥドハリヤ4世とは微妙な関係にあったようである。それを如実に示す史料が1985年にハットゥシャの遺跡で発見された。青銅板に大王トゥドハリヤとタルフンタッシャ王クルンタの友好条約（誓約）を彫ったもので、クルンタがトゥドハリヤに忠誠を誓う代わりに、クルンタにはタルフンタッシャの支配が保障されるという内容である。ほぼ完全に残っていたこの青銅板はそれ自体がきわめて希少価値のある発見であり、また地名や条約の様式、登場人物の人間関係など、書かれた内容もヒッタイト学に大きな衝撃を与えるものとなった。

### 大王位をめぐる争い
クルンタはしかし、タルフンタッシャの支配者であることに飽き足らなかったことは間違いないようである。タルフンタッシャがあったと推測されるコンヤ県のハティップ（Hatip）で、1993年にクルンタが「大王」を名乗っている碑文が発見された。これだけならば彼がその領内で勝手に大王を僭称していたと説明できるのであるが、さらにハットゥシャの発掘でも「大王」を名乗るクルンタの印影が発見された。つまりクルンタがいずれかの時期、何らかの手段でハットゥシャに「ヒッタイトの大王」として君臨したことはほぼ間違いない。クルンタが大王になったのはトゥドハリヤ存命中か、それとも彼が死んでアルヌワンダ3世が即位する前後か、今なお学者間で一致を見ていない。
アルヌワンダを継いで大王となったシュッピルリウマ2世は、タルフンタッシャに対する遠征を行って成功したことを記した碑文をハットゥシャに残している。この碑文にクルンタの名は出てこないので、その当時彼がまだ存命だったか否かは不明であるが、直前に父あるいは兄から大王位を簒奪したクルンタに対する復讐の遠征だったと解釈することも可能である。従来ヒッタイト帝国は「海の民」と呼ばれる外敵の侵入で突如滅亡したと説明されてきたが、クルンタの存在は滅亡直前に国内が内戦状態であったことを示唆しており、従来の説明に再考を求めるものといえる。

## 文献
- Birgit Brandau, Hartmut Schickert: Hethiter Die unbekannte Weltmacht, Piper, ISBN 3492239781
- Ahmet Unal, The Power of Narrative in Hittite Literature: The Biblical Archaeologist, Vol. 52, No. 2/3, Reflections of a Late Bronze Age Empire: The Hittites (Jun. - Sep., 1989), pp. 130-143

## 註
1. ↑  鹿を使いとして伴っており、ルウィ語象形文字では鹿の角の形で表現される
2. ↑  Ulmiというフルリ語には「女奴隷」という意味があるので、これは女性でありクルンタとは別人とする意見もある
3. ↑  この碑文の文面から、クルンタがムワタリの息子であることがほぼ確定した